# Thomas Telford
Thomas Telford, né le 9 août 1757 à Glendinning en Écosse et mort le 2 septembre 1834 à Westminster, est un architecte et ingénieur civil écossais, connu surtout comme un grand constructeur de routes, ponts et canaux du Royaume-Uni.

## Les débuts dans le Shropshire

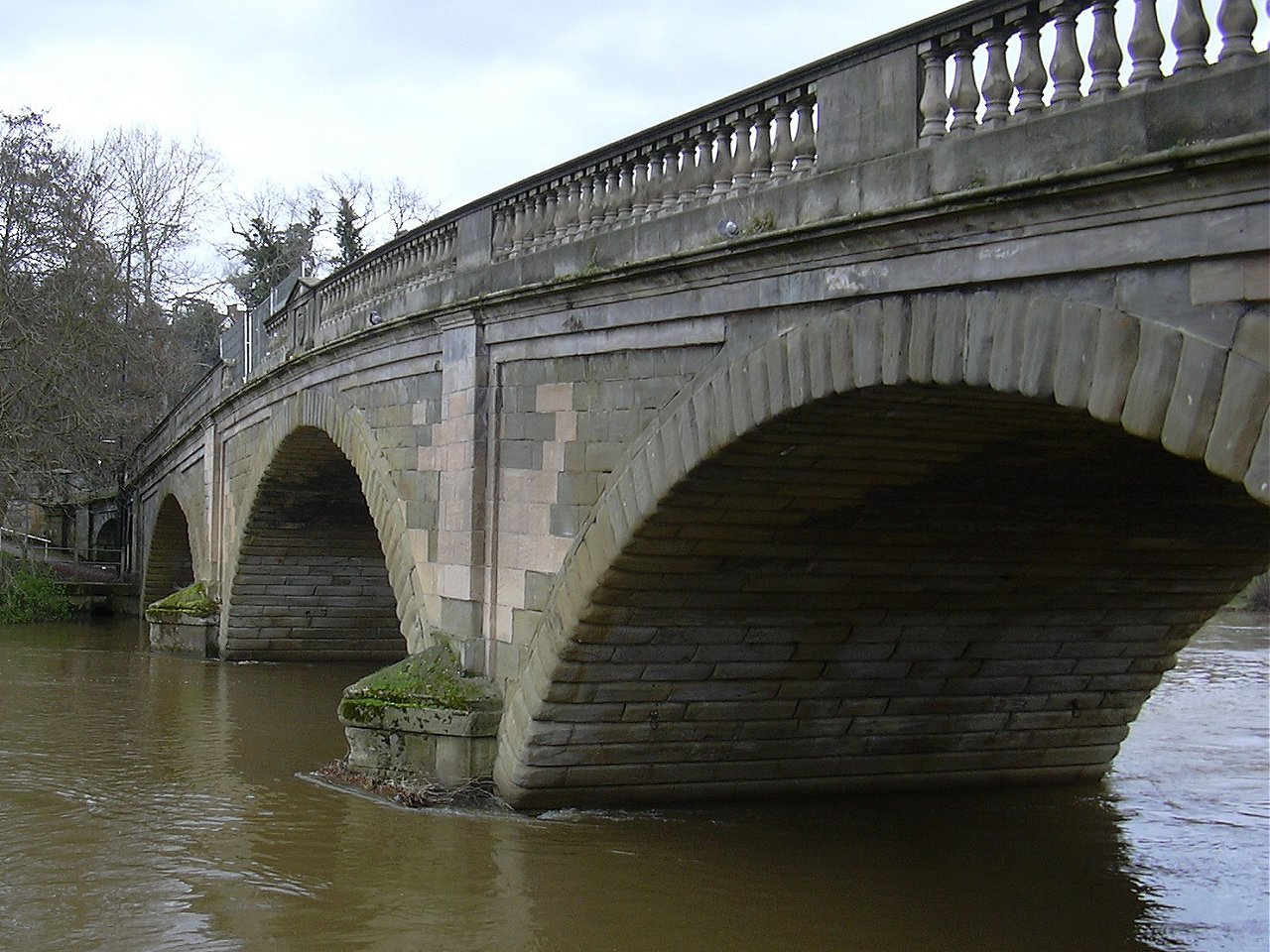
Pont de Bewdley, sur la Severn, 1798.

Il apprend le travail de la pierre, comme apprenti, dès l'âge de quatorze ans. Il participe à la construction de divers ponts dans tout le Royaume-Uni, puis, sa formation achevée, devient inspecteur des travaux publics du comté de Shropshire. Le génie civil en était à ses débuts, et Telford s'installe donc en tant qu'architecte : il restaure quantité de bâtiments publics, parfois de monuments historiques, dans ce comté.
En tant qu'inspecteur du comté, Telford était aussi responsable des ponts. En 1790, il construisit un pont sur la Severn à Montford, sur le trajet de la nouvelle route de Londres à Holyhead, le premier d'une quarantaine de ponts dans tout le Shropshire. Le pont de Buildwas fut son premier pont métallique, fortement influencé par Iron Bridge, à ceci près que le sien pesait deux fois moins lourd, pour une portée de 10 m supérieure.

## Construction de canaux

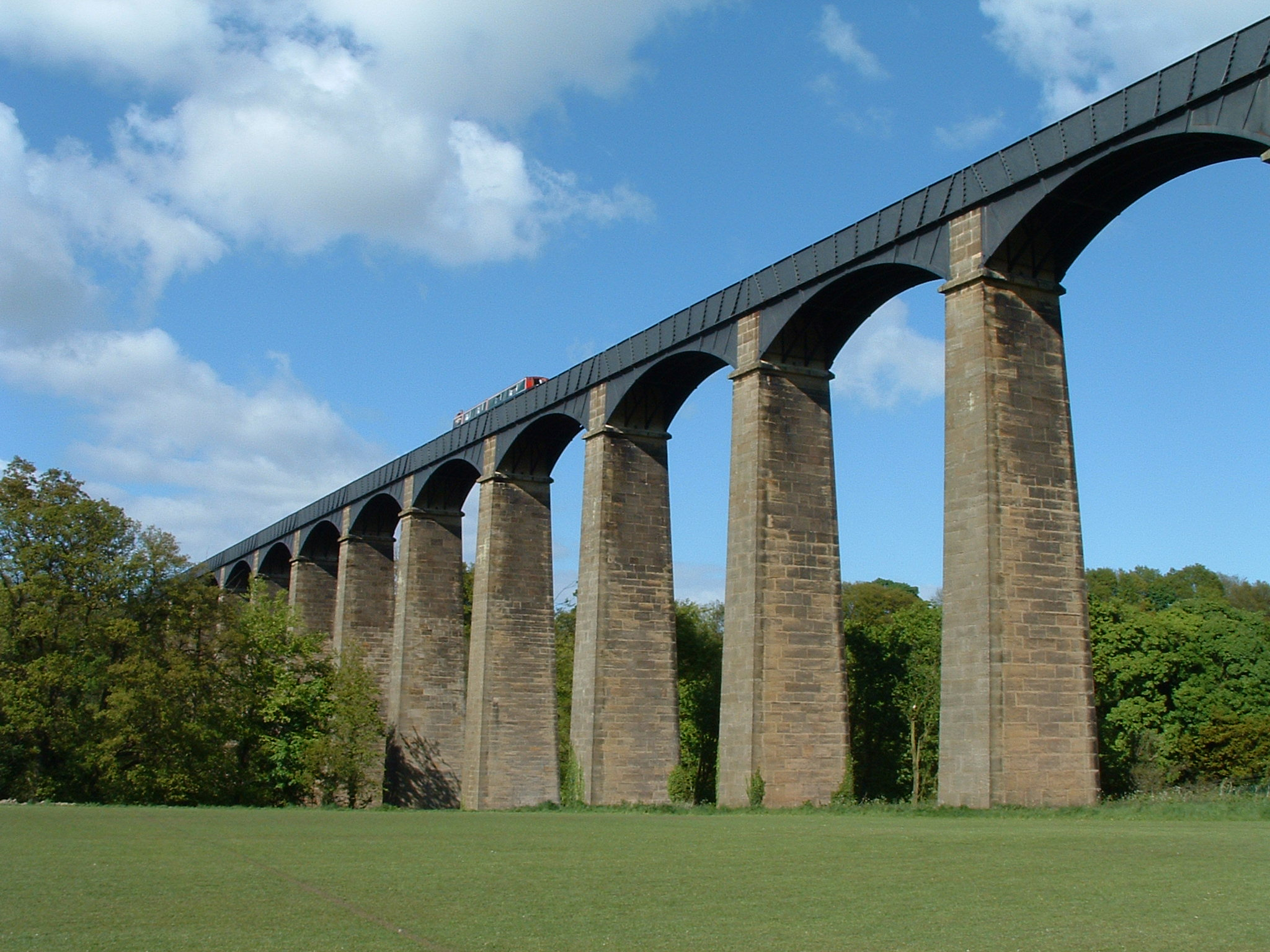
Pontcysyllte Aqueduct, 1805.

La réputation des travaux de Telford dans le Shropshire fut telle qu'il se vit confier à partir de 1793 l'étude et la construction de l'Ellesmere Canal, qui reliait les forges et mines de charbon de Wrexham au port de Chester, via des canaux déjà existants.
On lui doit encore le pont-canal de Pontcysyllte Aqueduct, sur la rivière Dee, dans la vallée de Llangollen, où Telford expérimenta une nouvelle méthode de chenal en fonte scellé sur des piliers de maçonnerie.
Durant la même période, Telford participa encore à l'étude et à la construction du Shrewsbury Canal, qu'il acheva.

## Un ingénieur très demandé

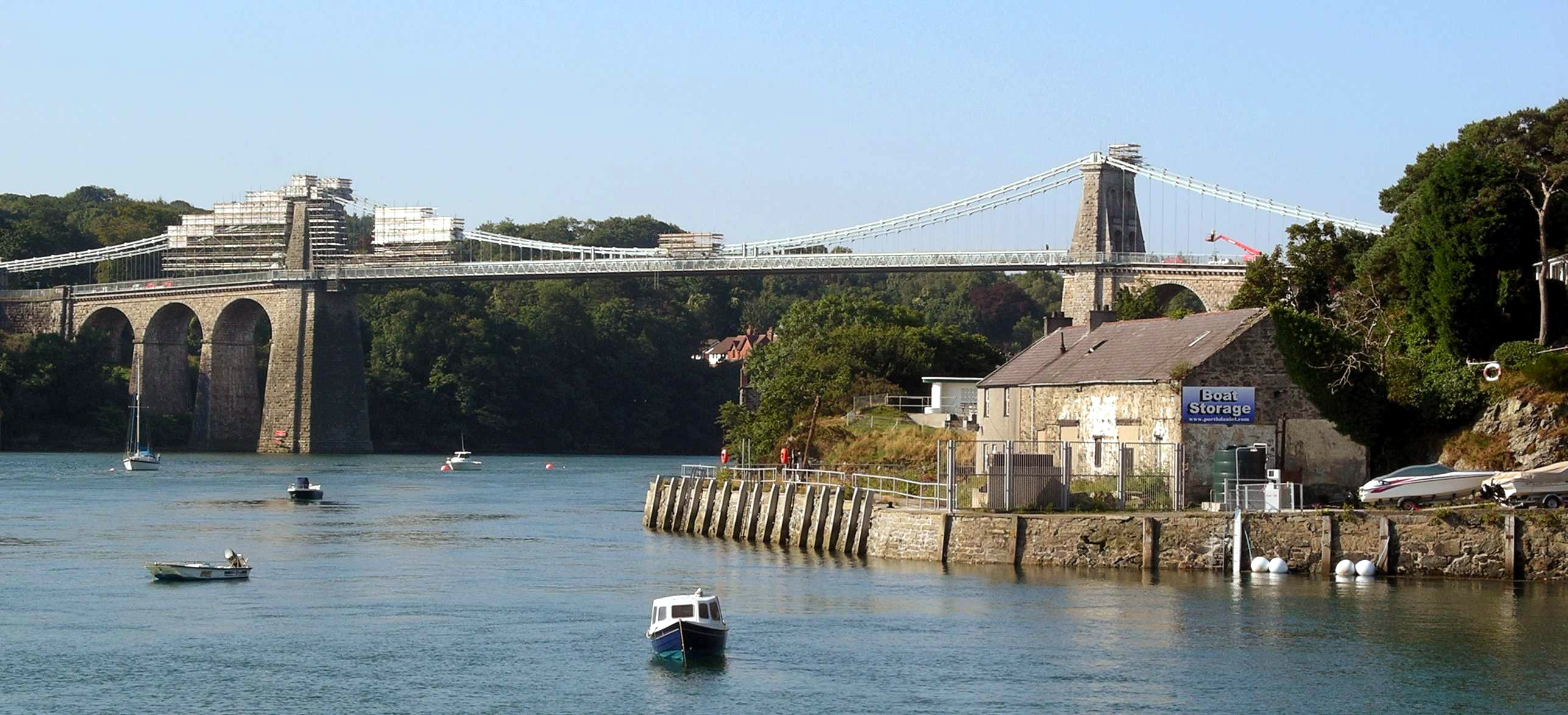
Le pont suspendu du détroit de Menai, 1826.

Le canal d'Ellesmere fut achevé en 1805, et tout au long de sa carrière dans les canaux, Telford fut consulté, par exemple pour le réseau des canaux de Liverpool ou encore lors de la reconstruction du London Bridge en 1800.
À partir de 1801, Telford se mit à travailler sur un vaste plan de développement des communications en Écosse, comprenant des canaux, dont le Caledonian Canal, un ensemble de 900 milles de nouvelles routes, une centaine de ponts, l'aménagement de ports comme Aberdeen ou Dundee, et même 32 églises.
Telford fut consulté en 1806 par le roi de Suède pour la construction d'un canal entre Göteborg et Stockholm. Ses plans furent approuvés, et le travail de creusement du canal Göta put commencer en 1810.

## Le «Colosse de Roads»

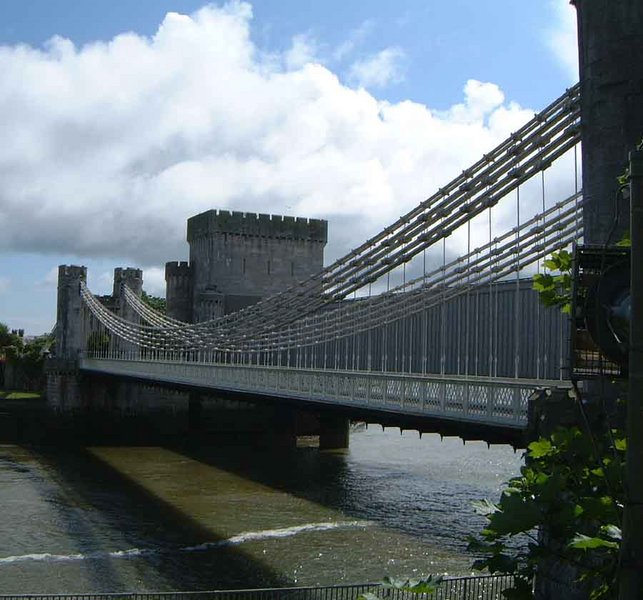
Le pont suspendu à chaînes de Conwy, 1826.

Commence alors une période où Telford est chargé de reconstruire ou de dessiner quantité de routes, à commencer par celle que l'on connaît aujourd'hui sous le nom de A5, qui conduit de Londres à Holyhead par Shrewsbury. Des ponts furent construits sur le chemin et aux alentours, comme le pont suspendu de Conwy, et bientôt, mais d'une autre ampleur, le pont suspendu de Menai, qui relie l'île d'Anglesey à la terre ferme.
C'est ainsi qu'il gagna le surnom de « The Colossus of Roads », que lui donna plaisamment son ami le poète Robert Southey.

## La maturité et la gloire
Telford mena encore à bien la construction des « St Katharine Docks », près de Tower Bridge, à Londres, en 1824-1828, ainsi que le « Gloucester and Sharpness Canal », le second « Harecastle Tunnel » sur le « Trent and Mersey Canal » (1827), et le « Birmingham and Liverpool Junction Canal » (1826-1835).
En 1820, Telford prit la présidence de l'Institut des ingénieurs civils (Institution of Civil Engineers), poste qu'il conserva jusqu'à sa mort en 1834. Il fut inhumé à l'abbaye de Westminster.

## Le nom de Telford dans le monde
Telford a donné son nom à une ville nouvelle fondée en 1968 dans le Shropshire, et à divers établissements universitaires. 
Telford a aussi donné son nom en 1857 à une ville (burrough) de Pennsylvanie.
Un collège d'Écosse a pris également le nom d'« Edinburgh's Telford College ». 